# Gheorghe Ciolac
Gheorghe Ciolac (ur. 10 sierpnia 1908 w Nagykomlós, zm. 13 kwietnia 1965 w Timișoarze) – rumuński piłkarz występujący na pozycji napastnika, reprezentant Rumunii w latach 1928–1937.

## Kariera klubowa
Wychowanek klubu Politehnica Timișoara. W trakcie kariery na poziomie seniorskim występował w Banatulu Timișoara (1924–1930) oraz Ripensii Timișoara (1930–1941). Jako zawodnik Ripensii wywalczył czterokrotnie mistrzostwo Rumunii a także dwukrotnie zdobył krajowy puchar.

## Kariera reprezentacyjna
6 maja 1928 zadebiutował w reprezentacji Rumunii w przegranym 1:3 meczu z Jugosławią w Belgradzie. Wziął udział w Mistrzostwach Świata 1934. Na turnieju tym nie rozegrał ani jednego spotkania. Ogółem w latach 1928–1937 rozegrał w drużynie narodowej 24 mecze strzelając 13 bramek.

### Bramki w reprezentacji
| #  | Data                 | Obiekt                              | Przeciwnik | Bramka | Wynik | Rozgrywki  |
| -- | -------------------- | ----------------------------------- | ---------- | ------ | ----- | ---------- |
| 1  | 21 kwietnia 1929     | ONEF Stadium, Bukareszt             | Bułgaria   | 1-0    | 3-0   | towarzyski |
| 2  | 21 kwietnia 1929     | ONEF Stadium, Bukareszt             | Bułgaria   | 2-0    | 3-0   | towarzyski |
| 3  | 21 kwietnia 1929     | ONEF Stadium, Bukareszt             | Bułgaria   | 3-0    | 3-0   | towarzyski |
| 4  | 10 października 1929 | ONEF Stadium, Bukareszt             | Jugosławia | 2-0    | 2-1   | Balkan Cup |
| 5  | 28 czerwca 1932      | Stadion SK Jugoslavija, Belgrad     | Grecja     | 1-0    | 3-0   | Balkan Cup |
| 6  | 4 czerwca 1933       | ONEF Stadium, Bukareszt             | Bułgaria   | 3-0    | 7-0   | Balkan Cup |
| 7  | 4 czerwca 1933       | ONEF Stadium, Bukareszt             | Bułgaria   | 4-0    | 7-0   | Balkan Cup |
| 8  | 4 czerwca 1933       | ONEF Stadium, Bukareszt             | Bułgaria   | 6-0    | 7-0   | Balkan Cup |
| 9  | 11 czerwca 1933      | ONEF Stadium, Bukareszt             | Jugosławia | 2-0    | 5-0   | Balkan Cup |
| 10 | 14 października 1934 | Stadion Czarnych, Lwów              | Polska     | 2-1    | 3-3   | towarzyski |
| 11 | 27 grudnia 1934      | Apostolos Nikolaidis Stadium, Ateny | Grecja     | 2-0    | 2-2   | Balkan Cup |
| 12 | 30 grudnia 1934      | Apostolos Nikolaidis Stadium, Ateny | Bułgaria   | 3-0    | 3-2   | Balkan Cup |
| 13 | 24 maja 1935         | ONEF Stadium, Bukareszt             | Bułgaria   | 3-1    | 4-1   | Balkan Cup |

## Sukcesy
Rumunia
- Balkan Cup: 1929/31, 1933

Ripensia Timișoara

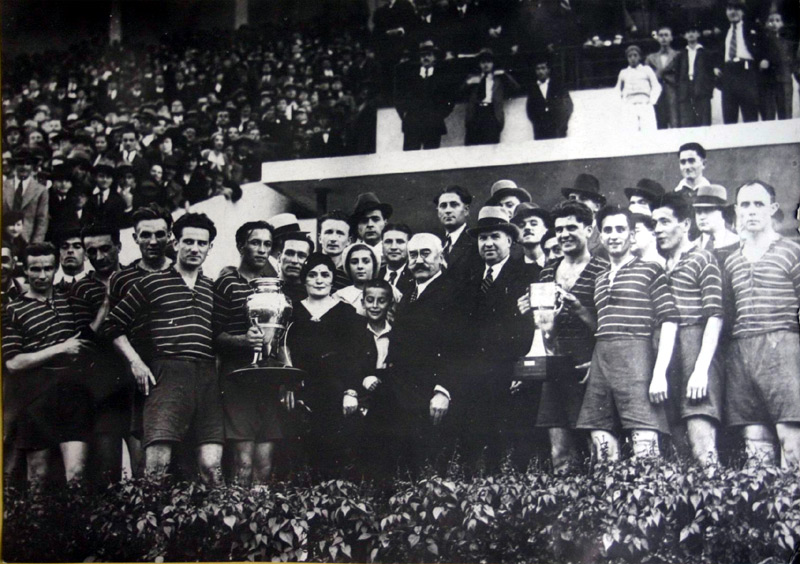
Ciolac jako kapitan Ripensii z Pucharem Rumunii 1934

- mistrzostwo Rumunii: 1932/33, 1934/35, 1935/36, 1937/38
- Puchar Rumunii: 1933/34, 1935/36